# Endbahnhof

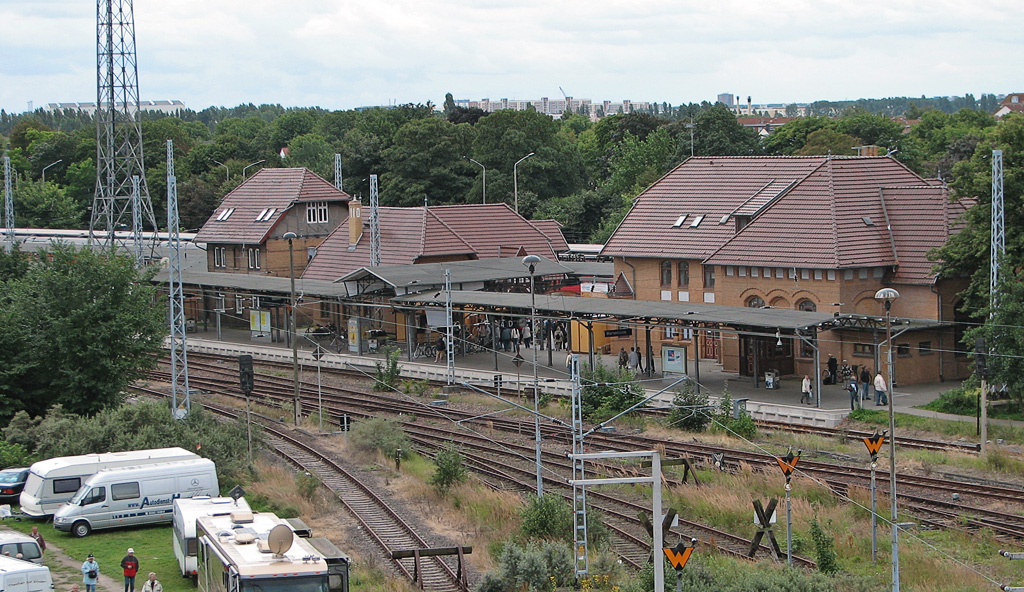
Bahnhof Warnemünde, Endbahnhof der Bahnstrecke Neustrelitz–Warnemünde. Im Hintergrund stumpf endende Kopfgleise, im Vordergrund früher zur Fähre nach Dänemark führende Durchgangsgleise.

Ein Endbahnhof ist ein Bahnhof, der im Gegensatz zum Zwischenbahnhof Ausgangs- bzw. Endpunkt einer oder mehrerer Eisenbahnstrecken ist. Der Bahnhof am Beginn der Streckenkilometrierung wird auch Ausgangsbahnhof genannt.
Baulich können Endbahnhöfe verschieden angelegt worden sein. Häufig wurden Endbahnhöfe als Kopfbahnhof gebaut, wo die Hauptgleise stumpf an einem Prellbock im Bahnhof enden. Es gibt jedoch Endbahnhöfe, die als Durchgangsbahnhof ausgelegt sind, etwa wenn eine Weiterführung der Strecke geplant war oder die Strecke früher weiterführte. Früher wurden einige Endbahnhöfe in Schleifenform gebaut, so dass ein Fahrtrichtungswechsel der Züge einfach möglich war. Entsprechend der Begriff Schleifenbahnhof. Wegen der dazu nötigen großen Bogenradien hat sich diese Form bei der Eisenbahn jedoch nicht durchgesetzt.

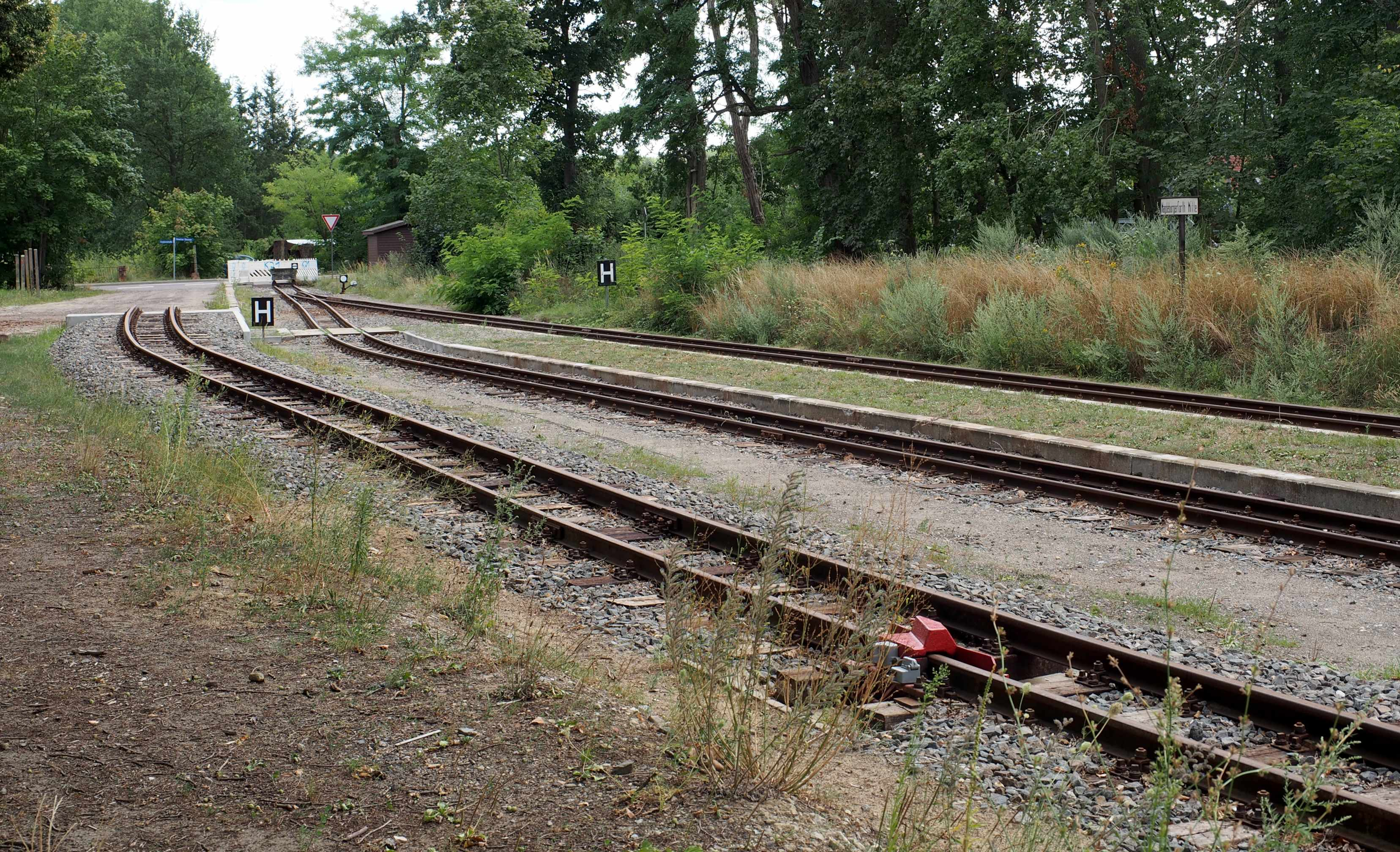
Endbahnhof der Schmalspurbahn in Magdeburgerforth

Des Weiteren kann der Endpunkt einer Zugfahrt oder einer Zuglinie als Endbahnhof bezeichnet werden. Teilweise sind Bahnhöfe Endbahnhof einer Strecke und Zwischenbahnhof einer anderen. Wenn Strecken unterschiedlicher Spurweiten zusammen treffen, kann dies in einem gemeinsamen Bahnhof oder zwei direkt benachbarten Bahnhöfen geschehen. Ein Beispiel hierfür ist der Bahnhof Poprad-Tatry im Norden der Slowakei, an dem die meterspurige Elektrische Tatrabahn endet und auf die normalspurige Bahnstrecke Košice–Žilina trifft. Poprad ist also Endbahnhof für die Schmalspurstrecke und Zwischenbahnhof für die Normalspurstrecke.
Züge fahren oft nach einigem Aufenthalt am Endbahnhof direkt wieder zurück zum Ausgangspunkt. Oft haben Endbahnhöfe jedoch auch einen Abstellbahnhof in einiger Entfernung, um Züge aufzunehmen, die auf ihre nächste Fahrt warten, oder für Reservezüge. Bei U-Bahnen ist der Abstellbahnhof oft als Bauvorleistung für einen allfälligen Weiterbau im Tunnel jenseits des Endes der Bahnsteige ausgeführt.